# تپه باغ بهرامی ۸۴ - K
تپه باغ بهرامی ۸۴ - K مربوط به دوران پیش از تاریخ ایران باستان است و در شهرستان کنگاور، روستای ده بالا واقع شده و این اثر در تاریخ ۱۰ دی ۱۳۸۱ با شمارهٔ ثبت ۶۶۲۲ به‌عنوان یکی از آثار ملی ایران به ثبت رسیده است.